# Рошієтіч
Рошієтіч (рум. Roșietici) — село у Флорештському районі Молдови. Адміністративний центр однойменної комуни, до складу якої також входять села Ченуша та Рошієтічій-Векі.

## Населення
За даними перепису населення 2004 року у селі проживали 656 осіб.
Національний склад населення села:
| Національність   | Кількість осіб | Відсоток   |
| ---------------- | -------------- | ---------- |
| молдавани румуни | 641 13         | 97,7% 2,0% |
| росіяни          | 1              | 0,2%       |
| гагаузи          | 1              | 0,2%       |
| Всього           | 656            | 100%       |